# Зулцфелд на Мајни
Зулцфелд на Мајни (њем. Sulzfeld am Main) општина је у њемачкој савезној држави Баварска. Једно је од 31 општинског средишта округа Кицинген. Према процјени из 2010. у општини је живјело 1.260 становника. Посједује регионалну шифру (AGS) 9675170.

## Географски и демографски подаци
Зулцфелд на Мајни се налази у савезној држави Баварска у округу Кицинген. Општина се налази на надморској висини од 202 метра. Површина општине износи 7,7 km². У самом мјесту је, према процјени из 2010. године, живјело 1.260 становника. Просјечна густина становништва износи 164 становника/km².